# 山口県の準用河川一覧
山口県の準用河川一覧（やまぐちけんのじゅんようかせんいちらん）では、山口県を流れる準用河川を一覧にしたものである。

## 岩国市
- 長野川(長野川水系)
- 地蔵川
- 麻生田川(平田川水系)
- 保木川(錦川水系)
- 多田川(錦川水系)
- 迫之内川
- 笠塚川
- 清水川
- 貞清第一川
- 貞清第二川
- 出合川
- 寺迫川
- 岩倉川
- 稗尻川
- 流田川
- 小土路川(由宇川水系)
- 堂ケ迫川
- 山崎川(由宇川水系)
- 鴨谷川
- 切畑川
- 有家川(有家川水系)
- 水尻川(水尻川水系)
- 城ケ崎川
- 行光川
- 原川第二川
- 寺川
- 橋本川
- 水無川(島田川水系)

## 柳井市
- 竜華川(竜華川水系)
- 大田川(竜華川水系)
- 大木尾川
- 神出川
- 上八川
- 中村川(中村川水系)
- 向田川
- 走田川
- 相の浦川(相の浦川水系)

## 光市
- 虹川

## 下松市
- 水無川(水無川水系)
- 小野川(切戸川水系)
- 浴川(平田川水系)
- 生野屋川(平田川水系)
- 時宗川(平田川水系)
- 西村川(平田川水系)
- 宮本川(平田川水系)
- 高橋川(末武川水系)

## 防府市
- 鮎児川(鮎児川水系)
- 末田川(末田川水系)
- 水尻川(水尻川水系)
- 古川
- 勘場川(勘場川水系)
- 堂面川
- 登尾川(柳川水系)
- 大谷川(柳川水系)
- 多々良川
- 湯ノ尻川(湯ノ尻川水系)
- 中ノ浦川(中ノ浦川水系)
- 清水川
- 団平川
- 八幡谷川(佐波川水系)
- 大河内川(佐波川水系)
- 和田峪川(佐波川水系)
- 人丸川(佐波川水系)
- 甲久保川(佐波川水系)
- 小島川(佐波川水系)
- 斧磨川(佐波川水系)
- 荒手川(河内川水系)
- 大田否立川

## 宇部市
- 植松川(植松川水系)
- 五反田川(五反田川水系)
- 古原田川(五反田川水系)
- 浜田川(浜田川水系)
- 下片倉川(沢波川水系)
- 片倉川(沢波川水系)
- 下請川(沢波川水系)
- 沢波川(沢波川水系)
- 上請川(沢波川水系)
- 大番川(井関川水系)
- 時雨川(真締川水系)
- 南側川(真締川水系)
- 白石川(真締川水系)
- 中尾川(真締川水系)
- 馬渡川(厚東川水系)
- 上中川(厚東川水系)
- 広瀬川(厚東川水系)
- 松賀川(厚東川水系)
- 犀川(厚東川水系)
- 野田川(厚東川水系)
- 門前川(厚東川水系)
- 古川(厚東川水系)
- 千本木川(厚東川水系)
- 持世寺川(厚東川水系)
- 六反田川(厚東川水系)
- 岡村川(厚東川水系)
- 立熊川(厚東川水系)
- 八窪川(厚東川水系)
- 城生原川(厚東川水系)
- 西ヶ迫川(厚東川水系)
- 東谷川(厚東川水系)
- 吉原川(厚東川水系)
- 柿ノ木原川(厚東川水系)
- 大谷川(厚東川水系)
- 須賀河内川(厚東川水系)
- 山手川(厚東川水系)
- 音無川(厚東川水系)
- あみだ堂川(厚東川水系)
- 西の浴川(厚東川水系)
- 本浴川(厚東川水系)
- 新田川(厚東川水系)
- 半ヶ迫川(厚東川水系)
- 中江川(厚東川水系)
- 如意寺川(厚東川水系)
- 石ヶ峠川(厚東川水系)
- 七福川(厚東川水系)
- 美保川(厚東川水系)
- 平原川(厚東川水系)
- 東河内川(厚東川水系)
- 小野洗川(厚東川水系)
- 雑佐川(厚東川水系)
- 奥河内川(厚東川水系)
- 宇内川(厚東川水系)
- 平田川(厚東川水系)
- 代の田川(厚東川水系)
- 重倉川(厚東川水系)
- 埴生川(厚東川水系)
- 藤ヶ瀬川(厚東川水系)
- 柳小野川(椹野川水系)
- 矢矯川(有帆川水系)
- 銭ヶ原川(有帆川水系)
- 鈍々川(有帆川水系)

## 山陽小野田市
- 梅田川(有帆川水系)
- 小場川(有帆川水系)
- 日の出川(有帆川水系)
- 宗末川(厚狭川水系)
- 狭間川(厚狭川水系)
- 大道畑川(厚狭川水系)

## 萩市
- 指月川(阿武川水系)
- 吉田川(庄屋川水系)
- 鎌浦川(大井川水系)
- 猪鹿谷川(大井川水系)
- 山之口川(大井川水系)

## 阿武町
- 大刈川(白須川水系)